# Trígono inguinal
El trígono inguinal o triángulo de Hesselbach, descrito en 1814, está localizado en la pared anterior del abdomen, concretamente en la fosa inguinal medial. Está formado por el ligamento inguinal en su base, medialmente por el borde lateral del músculo recto abdominal, y lateralmente por los vasos epigástricos inferiores.
Esta región anatómica presenta gran debilidad, ya que no contiene ningún músculo abdominal, solamente la fascia transversalis y la aponeurosis de inserción de los músculos abdominales. Por ello, es más susceptible a distenderse y a la formación de hernias inguinales de carácter directo.